# 기자와 마사노리
기자와 마사노리(일본어: 木澤 正徳, 1969년 6월 2일~)는 일본의 전 축구 선수이다.

## 구단 경력
과거 제프 유나이티드 이치하라, 세레소 오사카, 알비렉스 니가타, 미토 홀리호크에서 활동하였다.